# Сет Геглунд
Сет Геглунд (швед. Zeth Höglund; 29 квітня 1884, Гетеборг — 13 серпня 1956, Стокгольм) — один з ключових діячів шведського комуністичного руху, антимілітарист, журналіст, письменник, голова Компартії Швеції в 1919–1924 роках, мер Стокгольма в 1940–1950 роках. 

## Початок політичної діяльності
Сет Геглунд народився в Гетеборзі в сім'ї нижнього середнього класу. Його батько — Карл Геглунд — працював в шкіряній лавці, а потім став шевцем. Сет був молодшим з десяти дітей — єдиним з них хлопчиком. Його батьки були дуже релігійні, однак не любили церковну ієрархію. Сет потім став атеїстом. 
Навчаючись у середній школі Сет почав сприймати себе як соціаліста, і замість шкільних книг читав роботи німецьких соціалістів — Карла Маркса, Фердинанда Лассаля, Вільгельма Лібкнехта, а також шведських соціал-демократів — Акселя Даніельссона і Карла Брантінга. Крім того, Сет захоплювався Ніцше і Августом Стріндбергом. 
Закінчивши в 1902 році середню школу, він незабаром почав стажування в щоденній газеті «Göteborgs Posten». Потім Сет починає вивчати історію, політичні науки і літературу в Гетеборзького університеті.  
Сет Геглунд був запрошений виголосити промову на першотравневій демонстрації 1903 року, влаштовану Соціал-демократичною партією, з вимогою 8-годинного робочого дня.  

## В Парижі

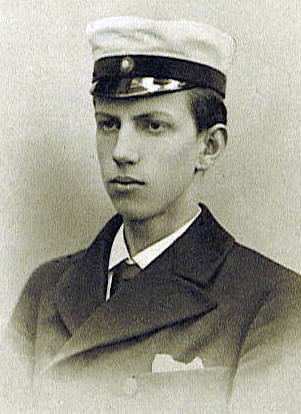
Сет Геглунд в 1902 році

Влітку 1903 року Сет Геглунд і його товариш Стрьом вирішують відправитися в Париж. Їм була цікава батьківщина Великої французької революції і місто, в якому жили і боролися їхні герої — Марат, Дантон, Сен-Жюст. 
У Парижі вони відвідали кілька соціалістичних мітингів, на одному з яких Жан Жорес виступав перед 4-тисячною юрбою. Вони написали кілька текстів про побачене, і відправили деякі з них до Швеції, де їх надрукували в різних газетах. Одного разу у поштового відділення Фредрік Стрьом помітив, що за ними спостерігає французька поліція. 
У них було дуже мало грошей — вони хотіли скромно жити в Парижі, не витрачаючи багато грошей на їжу. Під час зими їх положення ускладнилося. Всупереч їхнім надіям пробути в Парижі більше часу, вони змушені були повертатися до Швеції. У них не було грошей на поїздку додому, але дві сестри Сета — Ада і Еліса — відправили їм гроші, і вони повернулися додому в кінця грудня 1903 року. 

## Антимілітаризм
У 1904 році Сет Геглунд вступив до шведської соціал-демократичної партії і став одним з лідерів її молодіжного крила. Він написав статтю під назвою «Let Us Make Swedish Social Democracy the Strongest in the World» («Давайте зробимо шведську соціал-демократію найсильнішою в світі»). У 1905 році виступав на підтримку права Норвегії на самовизначення і незалежність від Швеції. Коли шведська буржуазія заявила, що готова придушити Норвегію силою, Сет Геглунд написав маніфест «Ned med vapnen!» («Піднімемось зі зброєю!»), в якому стверджував, що якщо шведські робочі стали б силою для війни з Норвегії, то вони замість цього можуть повернути зброю проти шведського правлячого класу. Війна тоді була відвернена, і Норвегія отримала незалежність. Результатом же антивоєнної агітації Геглунда стали його арешт і шість місяців у в'язниці - до грудня 1906 року. Карл Лібкнехт описав Сета Геглунда як героя в своїй книзі «Мілітаризм і антимілітаризм». 
У листопаді 1912 року Сет Геглунд  разом зі своїми товаришами — Яльмаром Брантінгом і Туре Нерманом — відвідав надзвичайний конгрес Другого інтернаціоналу в Базелі. Надзвичайна зустріч була викликана війною, яка почалася в жовтні на Балканах. Це було відображено в «Базельському маніфесті», прийнятому на конгресі, в якому говорилося про необхідність інтернаціональними зусиллями робітничого класу вести боротьбу з світовою війною, яка наближається . Разом з Фредріком Стрьомом і Ханнесом Скьольдом Сет Геглунд написав антивоєнний маніфест «Det befästa fattighuset». Маніфест описував Швецію, як озброєну фортецю і в той же час психлікарню — де люди були жалюгідні, а правлячий клас витрачав всі ресурси на військові потреби. «Жодної крони, жодного ері на війну!» — був слоган маніфесту. 

## Перша світова війна і Циммервальд
У 1914 році Сет Геглунд  отримав місце в Нижній палаті Риксдагу, де він вів пропаганду соціалізму, проти капіталізму, війни і шведської монархії. Промови Геглунда  були настільки провокаційними, що викликали обурення лідера соціал-демократичної партії Брантінга. 
Після початку світової війни Сет Геглунд і Нермал були представниками шведсько-норвезької делегації на конференції представників лівого крила II Інтернаціоналу в Циммервальді в 1915 році. На конференції, що об'єднала інтернаціоналістів і супротивників війни, відбулося зближення молодих шведських соціал-демократів з більшовицькою фракцією. На конференції Геглунд  і Нермал зустрічалися з Леніним, Зінов'євим, Радеком і Троцьким. 
Незважаючи на те, що Швеція дотримувалася нейтралітету в період війни, за антивоєнну пропаганду Сет Геглунд  був заарештований і посаджений у в'язницю. Під час відбування терміну в королівській в'язниці «Лангхольмен» в Стокгольмі народилася його друга дочка. 
Був звільнений з тюрми 6 травня 1917 року. 

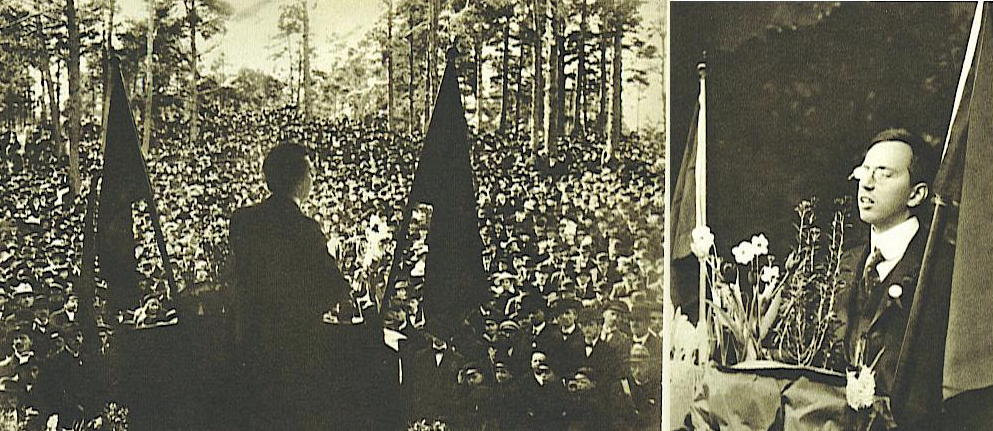
Промова Сета Геглунда на мітингу в стокгольмському парку після свого звільнення (травень 1917 року)

## Народження Шведської компартії

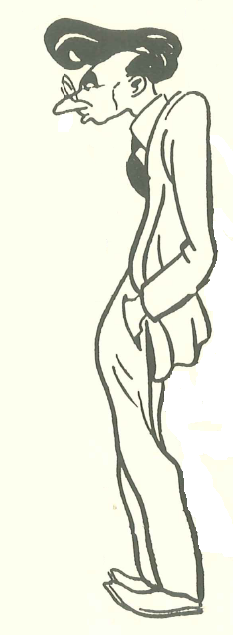
Сет Геглунд, карикатура 1926

Сет Геглунд  був одним з лідерів лівого крила соціал-демократичної партії, опозиційного тодішньому керівництву партії на чолі з Яльмаром Брантінгом. У 1917 році він і його прихильники були виключені з соціал-демократичної партії, і сформували Ліву соціал-демократичну партію Швеції (ЛСДП), яка незабаром змінила назву на Комуністичну партію Швеції. 
У 1916 році ліві соціал-демократи почали видавати власну газету «Politiken», в якій публікували тексти Леніна, Зінов'єв, Бухаріна, Радека та інших. Бухарін і Радек, які проводили в період війни багато часу в нейтральній Швеції, мали великий вплив на розвиток і становлення шведської соціалістичної лівої. 
У грудні 1917 року Геглунд і Чільбум вирушили до Петрограду. Там вони зустрічалися з Леніним, були запрошені виголосити промову на 10-тисячному мітингу — їх перекладачем була Олександра Коллонтай, яка багато часу прожила в Швеції і близько знала шведських лівих соціалістів. Сет Геглунд  залишався в радянській Росії до весни 1918 року. Він подорожував по країні, зустрічався з багатьма більшовицькими лідерами. Про свою поїздку Геглунд  написав великий текст для «Politiken». Під час повернення до Швеції він заїхав до товаришів у Фінляндію, де в цей час йшла громадянська війна. 

## Вигнання з компартії
У 1922 році Сет Геглунд  був обраний до Виконкому Комінтерну. У 1923 році помістив в центральному органі шведської компартії «Politiken» статтю, в якій намагався довести, що можна бути комуністом і разом з тим релігійно-віруючою людиною. Щоб бути членом комуністичної партії, на думку  Геглунда, досить погоджуватися з її програмою і виконувати її організаційний статут: «релігійна свідомість і революційна політика зовсім не виключають один одного». «Компартія вимагає від кожного свого члена марксистського світогляду. Ми ж вимагаємо лише, щоб кожен член партії брав участь у революційній боротьбі з капіталізмом за соціалістичну організацію суспільства. Вся справа в практичній боротьбі, а не в філософських або релігійних світоглядах». Розбіжності стосувалися, крім релігійних питань, також тактики «єдиного фронту». На 5-му конгресі Комінтерну більшість делегації шведської компартії склали прихильники Сета Геглунда, і він продовжував залишатися членом ВККІ. Однак в наступному, 1924, році Геглунда  вивели зі складу ВККІ і виключили з компартії . 
У 1926 році Сет Геглунд повернувся у СДП Швеції. У 1940–1950 роках був мером Стокгольма. 
Все своє життя він вважав себе комуністом. 